# 토레레노첼레
토레레노첼레(이탈리아어: Torre Le Nocelle)는 이탈리아 캄파니아주 아벨리노도의 코무네다.